# Dünyayı Kurtaran Adamın Oğlu
Dunyayı Kurtaran Adamın Oğlu (2006) Is een parodie op de film Dunyayı Kurtaran Adam. 

## Verhaal
De film speelt zich af in het jaar 2055. Het universum verkeert in staat van oorlog en er is geen regering die voor vrede en rust kan zorgen. Een aantal planeten hebben de Unie van Orion gevormd maar deze is niet bij machte de problemen op te lossen. Misdaadbendes en autoritaire koninginnen hebben het voor het zeggen. Kortom, chaos regeert in de ruimte. Enkel het team van Kapitein Kartal kan deze chaos een halt toeroepen.